# Lena Arvidsson-Artman
Lena Arvidsson-Artman, född 19 februari 1955, är en svensk författare, föreläsare, företagare och förskollärare. Hon är gift med Lars Artman.
1981 kom hennes bokdebut med barnböckerna Skapelsen och Människans väg; 1997 kom andaktsboken Under örnens vingar. Därefter har hon presenterat ett antal böcker samt artiklar med eller utan andlig koppling. Hon har under många år verkat som föreläsare, främst med ämnena ”Barn och döden”, ”Att ge tröst” och ”Förbittring eller förbättring”.
I sitt företagande har hon i huvudsak arbetat med förebyggande hälsa.